# Coalisland
Coalisland is een plaats in het Noord-Ierse graafschap County Tyrone. De plaats telt 4.917 inwoners.
Coalisland · Dungannon · Fintona · Omagh